# Spencer Mountain
Spencer Mountain város az USA Észak-Karolina államában, Gaston megyében. Lakosainak száma 0 fő (2020. április 1.).

## Népesség
A település népességének változása:

| 2010 | 37 |
| 2020 | 0  |